# محمد بن مصعب الدعاء
محمد بن مصعب الدعاء (توفي 228 هـ) هو أبو جعفر محمد بن مصعب البغدادي العابد، والدعاء بفتح الدال والعين المشددة المفتوحتين، وهو لمن يدعو كثيرا واشتهر بذلك، والمعروف به أبو جعفر محمد بن مصعب الدعَّاء.

## سيرته
كان أحد العباد المذكورين والقراء المعروفين، وكان المأمون قد أمر بمحمد بن مصعب إلى الحبس، فلما ذهب به إلى الحبس، رفع محمد رأسه إلى السماء وقال: أقسمت عليك إن حبستني عندهم اليلة. فأخرج في جوف الليل، فصلى الإمام ابن مصعب الغداة (صلاة الفجر) في منزله.

## شيوخه
1. عبد الله بن المبارك.
2. الربيع بن بدر.
3. أحمد بن حنبل.

## تلاميذه
1. أبو الحسن بن العطار.
2. جعفر بن أحمد بن سام.
3. محمد بن نصر الصائغ.

## وفاته
توفي الإمام محمد بن مصعب الدعاء ببغداد في ذي القعدة سنة 228 هـ.